# إد تمبل
إد تمبل (بالإنجليزية: Ed Temple)‏ هو منافس ألعاب قوى أمريكي، ولد في 27 سبتمبر 1927 في هاريسبرج في الولايات المتحدة، وتوفي في 22 سبتمبر 2016 في ناشفيل في الولايات المتحدة.

## وصلات خارجية
- إد تمبل على موقع الاتحاد الأمريكي لسباقات المضمار والميدان (الإنجليزية)
- إد تمبل على موقع الاتحاد الأمريكي لسباقات المضمار والميدان، قاعة المشاهير (الإنجليزية)